# Philip Freneau
Philip Morin Freneau (geboren am 2. Januar 1752 in New York; gestorben am 18. Dezember 1832 in Middletown Point, heute ein Teil von Matawan, New Jersey) war ein amerikanischer Dichter. Zur Zeit der amerikanischen Unabhängigkeitsbewegung erwarb er sich mit patriotischen Gedichten den Ruf des „Dichters der amerikanischen Revolution.“ In den frühen Jahren der Republik trat er mit publizistischen Arbeiten als Propagandist der Republikanischen Partei um Thomas Jefferson hervor. Fanden Freneaus politische Werke zu seinen Lebzeiten am meisten Beachtung, so werden heute einige Natur- und Grabgedichte wie The Wild Honey Suckle, To a Caty-Did und The Indian Burying Ground als sein wichtigster Beitrag zur amerikanischen Literaturgeschichte angesehen; sie weisen über den zeitgenössischen Neoklassizismus hinaus und lassen Freneau als Vorläufer der amerikanischen Romantik erscheinen.

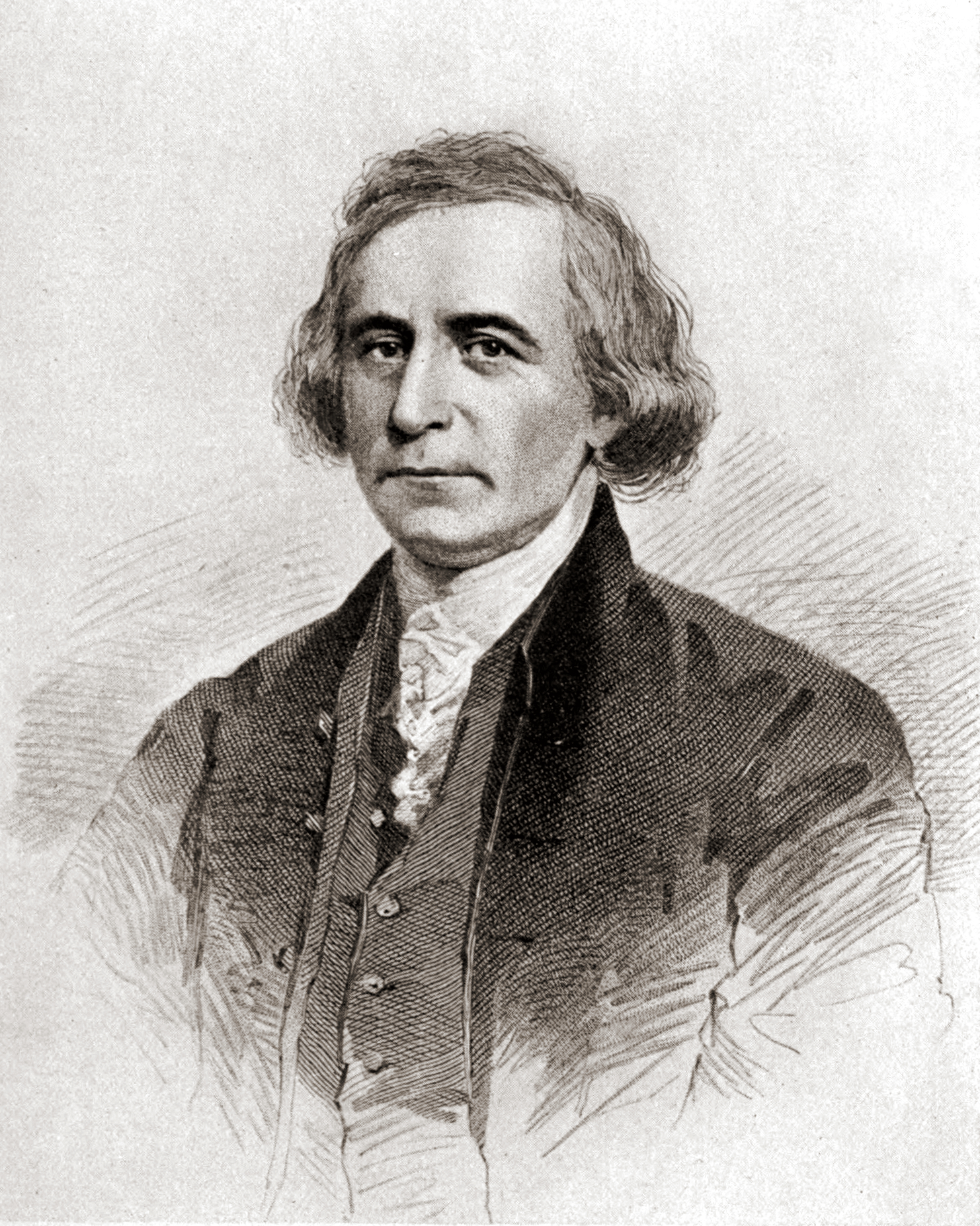
Philip Freneau

## Leben

### Herkunft und Jugend
Philip Freneau, geboren am 2. Januar 1752 in New York, war das älteste der fünf Kinder von Pierre und Agnes Freneau. Sein Vater entstammte einer hugenottischen Familie, die sich 1709 in New York niedergelassen hatte und einen regen Weinhandel mit Frankreich und Madeira aufbaute, seine Mutter einer in New Jersey siedelnden Familie schottischstämmiger Presbyterianer. Seine Eltern ließen sich kurz nach seiner Geburt im Monmouth County in New Jersey nieder und erbauten die Familienresidenz Mount Pleasant nahe der heutigen Stadt Matawan, in der Freneau einen großen Teil seines Lebens verbringen sollte.
Über Freneaus frühe Jahre ist wenig bekannt, doch wird angenommen, dass er zunächst ein Internat in New York besuchte. Ab 1766 studierte er unter presbyterianischen Geistlichen, zunächst beim Rev. William Tennent, ab 1766 dann an der Lateinschule von Monmouth unter dem Rev. Alexander Mitchell. Offenbar erwarteten seine tief religiösen Eltern von ihm, dass er die Priesterlaufbahn einschlagen würde.
1768 matrikulierte er am College of New Jersey, der heutigen Princeton University. Wegen seiner vorherigen Ausbildung an der Lateinschule von Monmouth konnte er das erste Studienjahr überspringen. Die Hochschule entwickelte sich zu dieser Zeit unter dem Dekan John Witherspoon zu einer der pädagogisch fortschrittlichsten, aber auch politisch radikalsten Hochschulen Amerikas; viele führende Persönlichkeiten der amerikanischen Unabhängigkeitsbewegung wie der frühen Republik gingen aus ihr hervor, so allein in der nur dreizehn Absolventen zählenden Abschlussklasse von 1771 neben Freneau James Madison, Gunning Bedford, Jr. und Hugh Henry Brackenridge, in der Klasse von 1772 zudem Aaron Ogden, Henry Lee, William Bradford und Aaron Burr. Eine innige Freundschaft verband Freneau zu seiner Studienzeit besonders mit Brackenridge, mit dem er in Koautorschaft auch einige seiner frühen Werke verfasste, so das epische Gedicht The Rising Glory of America, das sie anlässlich ihrer Graduiertenverabschiedung 1771 verlesen ließen. Freneau selbst war bei der öffentlichen Lesung jedoch nicht zugegen; der Tod seines Vaters hatte seine Familie in finanzielle Schwierigkeiten gestürzt, und er hatte sich nach Mount Pleasant begeben müssen, um die Versteigerung von Teilen des Anwesens zu organisieren.

### Revolutionszeit
1772 erschien Freneaus erster Gedichtband The American Village, im selben Jahr trat er eine Anstellung als Lehrer in Flushing auf Long Island an. Diesen Posten verließ er aber nach kurzer Zeit, da ihm seine Zöglinge allzu dumm erschienen: Long Island I have bid adieu / With all its brutish, brainless crew / The youth of that detested place / Are void of reason and of grace dichtete er in einem Brief an Madison. Gegen Ende des Jahres versuchte er als Hilfslehrer an der Seite Brackenridges an der Somerset Academy in Princess Anne, Maryland, ein weiteres Mal sein Glück, entwickelte aber eine solche Abneigung gegen den Beruf, dass er sich schwor, nie wieder als Lehrer zu arbeiten. Über seine Tätigkeit zwischen 1772 und 1775 ist wenig bekannt. Er reiste wohl viel durch die amerikanischen Kolonien und trug sich offenbar noch 1773 mit dem Gedanken, nach England zu gehen, um sich zum Priester ausbilden und weihen zu lassen, doch bereits ein Jahr darauf schrieb er, dass ihm die Theologie, das „Studium vom Nichts“, nicht zusage.
Die durch die zunehmenden Spannungen zwischen dem englischen Mutterland und den amerikanischen Kolonien aufgeheizte politische Stimmung scheint Freneau zumindest bis zum Jahr 1775 kaum beeindruckt zu haben. In diesem Jahr veröffentlichte er dann mehrere Verssatiren, deren Zielscheibe besonders der britische General Thomas Gage war. Die weitere Eskalation der amerikanischen Revolution, die Unabhängigkeitserklärung und den Ausbruch des Unabhängigkeitskriegs, erlebte er jedoch nicht mit: 1775 setzte er sich in die dänische Kolonie Saint Croix in der Karibik ab. Was Freneau – später als „Dichter der amerikanischen Revolution“ glorifiziert – zu dieser Zeit zu diesem Schritt bewog, hat all seine Biografen vor ein Rätsel gestellt. Die nächsten drei Jahre verbrachte er vor allem auf Saint Croix, das ihm als Paradies auf Erden erschien, besuchte aber auch andere Inseln, darunter die britischen Kolonien Jamaica und Bermuda.
Erst 1778 kehrte er wieder zurück und schloss sich der revolutionären Miliz von New Jersey an, in der er es bis zum Sergeanten brachte. Auch seine Dichtung stellte er nun in den Dienst der Unabhängigkeitsbewegung: Er veröffentlichte das Gedicht America Independent und wurde zu einem der produktivsten Autoren des patriotisch gesinnten United States Magazine, das sein Freund Brackenridge im August 1778 in Philadelphia gegründet hatte. 1779 verließ er New Jersey wiederum und schiffte sich nach den Azoren ein; da sein Schiff aber von den Briten verfolgt wurde, musste es seinen Kurs ändern, so dass Freneau schließlich auf der Kanareninsel La Palma in der Hafenstadt Santa Cruz anlandete, wo er 1779 zwei Monate verbrachte. Nach seiner Rückkehr nach Amerika erwarb er für seine Schaluppe Aurora einen Kaperbrief und konnte so zugleich einen privaten Karibikhandel aufbauen und für die Revolutionstruppen Küstenpatrouillen fahren. Im Mai 1780 wurde die Aurora in der Chesapeake Bay jedoch von einem englischen Schiff aufgebracht und Freneau mit seiner Mannschaft festgesetzt. Er wurde auf eines der berüchtigten Gefängnisschiffe im Hafen in New York verbracht, wo unter menschenunwürdigen Bedingungen Tausende Gefangene den Tod fanden. Auch Freneau litt während seiner sechswöchigen Haft unter Krankheit und Unterernährung, wurde auf ein Hospitalschiff verlegt und schließlich im Juli unter der Auflage freigelassen, sich nicht wieder den Revolutionstruppen anzuschließen. Seine Zeit auf dem Gefängnisschiff machte er zum Thema seines wohl berühmtesten Gedichts der Revolutionszeit. The British Prison Ship, veröffentlicht 1781, beschrieb in so bedrückender Eindringlichkeit das Leid der Gefangenen, dass das Gedicht sich auch als antibritische Propaganda anbot und so vielfach auf Flugblättern nachgedruckt wurde. Die traumatischen Erfahrungen an Bord der Gefängnisschiffe mögen dazu beigetragen haben, dass sich seine Weltsicht verfinsterte – prägten jugendliche Schwärmerei, pastorale oder eskapistische Phantasien seine frühen Gedichte, so ist das Bewusstsein vom eitlen Schein alles Weltlichen der Tenor seiner weiteren Werke.

### Publizistische Tätigkeit in der frühen Republik
Nach seiner Freilassung ließ er sich in Philadelphia nieder, wo er Herausgeber von Francis Baileys Freeman’s Journal or North American Intelligencer wurde. Bis zum Juni 1784 begleitete Freneau in diesem Blatt den weiteren Verlauf der Revolution bis zum Frieden von Paris und darüber hinaus mit Gedichten und Essays. Mindestens so sehr wie die Briten selbst war die meistenteils im noch britisch kontrollierten New York ansässige Presse der amerikanischen Loyalisten nun das Ziel seiner Angriffe. In politischen Artikeln, Essays und Gelegenheitsgedichten nahm er zu den kleinen und großen politischen Fragen der Republik Stellung, sprach sich gegen die Sklaverei und für mehr Frauenrechte aus und profilierte sich so als egalitär gesinnter, von seinen Gegnern oft als radikal verfemter Publizist.
1784 verließ Freneau das Blatt, vielleicht weil die Angriffe seiner Gegner immer schärfer und persönlicher wurden, erwarb eine Brigg und versuchte sich wiederum als Schiffskapitän. In den nächsten Jahren betrieb er einen schwunghaften Karibikhandel, fand dabei aber auch Zeit, neue Gedichte zu schreiben – viele davon über die Seefahrt –, um sie bei jeder Heimfahrt zur sofortigen Publikation in New York oder aber in Charleston, wo sein Bruder Peter Freneau die City Gazette herausgab, abzuliefern. 1786 und 1788 veröffentlichte er zwei Gedichtbände, für die er vor allem frühere Gedichte redigierte und teils erheblich änderte, aber auch einige neue Gedichte schrieb. Nach seiner Heirat 1790 gab unter dem Druck seiner Braut das Leben auf See auf, siedelte im Frühjahr 1790 zunächst nach New York über und übernahm für ein Jahr die Leitung der Zeitung Daily Advertiser.

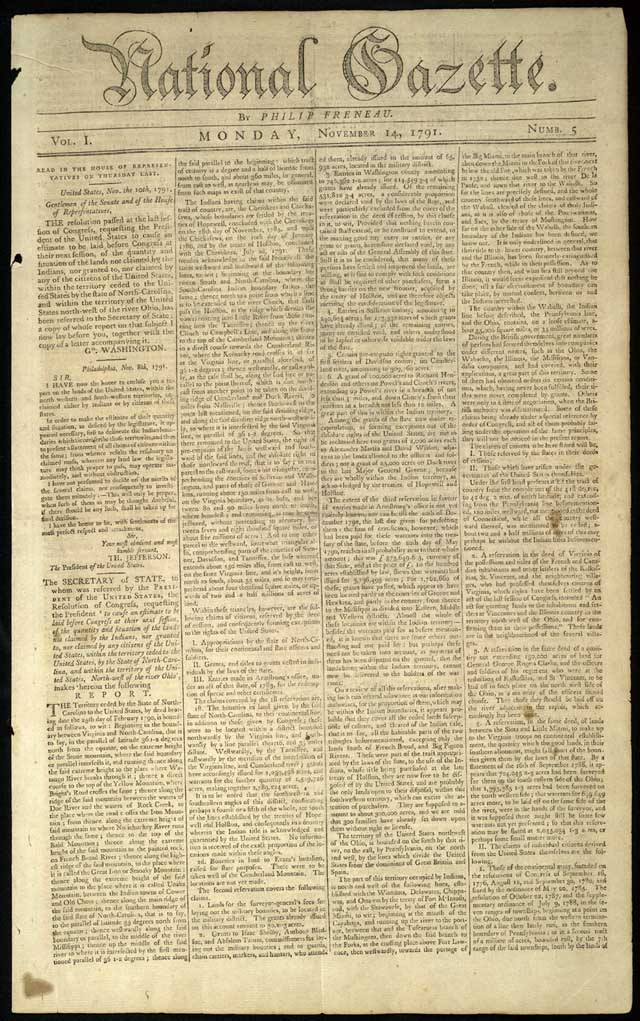
Titelblatt der National Gazette vom 14. November 1791

Ab 1791 ließ er sein Talent für die politischen Ziele der Anti-Föderalisten um Madison und Thomas Jefferson einspannen. Als die Bundesregierung 1790 von New York nach Philadelphia zog, verschaffte Jefferson ihm in seiner Funktion als Außenminister zunächst eine gut bezahlte Anstellung am State Department als Übersetzer vom Französischen ins Englische. Um der Gazette of the United States, dem Sprachrohr der föderalistischen Partei um Präsident Washingtons Finanzminister Alexander Hamilton, etwas entgegenzusetzen, strebten Jefferson und Freneaus Studienfreund James Madison im Jahr darauf die Gründung einer Zeitung an. Freneau firmierte als Herausgeber des National Gazette betitelten Blattes, das erstmals am 31. Oktober 1791 erschien. In seinen eigenen politischen Kommentaren, Satiren, Essays und Gedichten kommentierte er die nationale wie die internationale Politik, wobei die Berichterstattung zur Französischen Revolution besonderes Augenmerk verdient. Freneau nahm als überzeugter Republikaner und – qua Geburt – Frankophiler in Artikeln und Gedichten wie On the Anniversary of the Storming of the Bastile und The Demolition of French Monarchy Partei für die Radikalisierung der Revolution. Er druckte die Verfassung von 1791 in voller Länge, zwei Jahre darauf mit offensichtlichem Amusement Brackenridges Bonmot zur Enthauptung Ludwigs XVI.: „Louis Capet has lost his Caput.“ Möglicherweise war er auch der Autor der vier unter dem Pseudonym Veritas in der National Gazette erschienenen Artikel, die aufs schärfste die Neutralitätsproklamation Washingtons im Koalitionskrieg als Verrat an Frankreich geißelten. Im Sommer des Jahres machte er sich selbst dann noch für den französischen Botschafter, „Citizen Genet“, stark, als dessen Agitation gegen die amerikanische Neutralität in den Koalitionskriegen und für die Gründung amerikanischer Jakobinerklubs selbst von Jefferson zurückgewiesen worden war.
Mit polemischen Angriffen besonders auf Hamilton erwarb sich Freneau bald den Ruf eines Scharfmachers. Hamilton las selbst jede Ausgabe der National Gazette, um zu erfahren, welche neuen Missetaten Freneau ihm vorwarf, und sah sich als Opfer einer konzertierten Rufmordkampagne: Das Außenministerium bezahle Freneau, um „Widerstand gegen die Regierungsbeschlüsse zu säen und mit falschen Unterstellungen den öffentlichen Frieden zu stören“. Der Umstand, dass Freneau Angestellter einer Regierungsbehörde war, erschien ihm ungeheuerlich: „Es gilt als undankbar, wenn jemand die Hand beißt, die einen füttert, aber wenn er dafür bezahlt wird, ändert sich der Fall.“ Die Rivalität zwischen Jefferson und Hamilton eskalierte 1792–93, wie ein Hamilton-Biograf schreibt, als die beiden begannen, sich gegenseitig mit „journalistischen Bluthunden zu jagen“ – Freneau auf der einen, John Fenno auf der anderen. Hamilton lancierte selbst mehrere anonyme oder mit Pseudonym gezeichnete Beiträge in der United States Gazette, in denen er Freneaus Anstellung an Jeffersons State Department aufdeckte und nicht nur als Vetternwirtschaft, sondern als Sabotage geißelte. In einem weiteren Artikel malte er in schrillen Tönen das Bild von Jefferson und Freneau aus, wie sie in einem stillen Kämmerlein gemeinsam das „Gift“ mischen, das sie dann über die National Gazette in Umlauf bringen. Freneau scheute sich auch nicht, selbst den Präsidenten in zuvor ungekannter Schärfe zu kritisieren. Wiederholt bezichtigte Freneau Washington monarchischer Allüren, so insbesondere anlässlich der im großen Stil begangenen Feiern zu dessen 61. Geburtstag. Als Freneau ihn einmal „monarchischer Engherzigkeit“ bezichtigte, verwandte Washington eine ganze Kabinettssitzung darauf, über „diesen Schuft Freneau“ (that rascal Freneau) zu wüten, und forderte Jefferson auf, Freneau zu entlassen, was dieser aber hinauszuzögern wusste. Erst mit dem Ende von Jeffersons Amtszeit gegen Ende 1793 endete die Patronage, derer sich Freneau bis dahin erfreuen konnte, die National Gazette wurde im Oktober des Jahres eingestellt. Jefferson äußerte später die Ansicht, Freneau habe zu dieser Zeit „die Verfassung gerettet, als sie schnell in Richtung Monarchie galoppierte“.

### Späte Jahre
Mit der Einstellung der National Gazette zog sich Freneau auf das Familienanwesen Mount Pleasant zurück. 1794 gab er dort im Selbstverlag einen Almanach heraus, druckte 1795 eigenhändig eine erweiterte und an vielen Stellen überarbeitete Ausgabe seiner Gedichte und gründete die Zeitung Jersey Chronicle. In der nur einjährigen Zeit seines Bestehens stemmte sich das Blatt vor allem gegen die Ratifizierung des Jay-Vertrags, der Freneau wie Jefferson als Verrat elementarer amerikanischer Interessen an die Briten erschien. Nach knapp einem Jahr stellte Freneau die Zeitung wieder ein, als sich der politische Aufruhr gelegt hatte. Ein Jahr darauf wurde er neben Matthew L. Davis Mitherausgeber der in New York erscheinenden Zeitschrift The Time Piece, and Literary Companion, die bis dato vor allem ein Literaturmagazin dargestellt hatte, doch innert weniger Monate seiner Herausgeberschaft wurde auch das Time Piece zu einem zusehends politischen Blatt, dessen Zeilen Freneau wiederum nutzte, um seine persönliche Fehde mit föderalistischen Publizisten wie John Fenno fortzuführen – auch in Gedichtform. Im Jersey Chronicle und im Time Piece veröffentlichte er weiterhin auch Essays zu gesellschaftlichen Fragen, teils verborgen hinter verschiedenen Personae wie „Tomo Cheeki“, einem Indianer, der durch seine Außenseiterperspektive eine ironisch gebrochenen Eindruck der Läufte der Republik gibt. Einer seiner Essays wendet sich gegen die rechtliche Praxis der Schuldhaft – der Freneau selbst im Winter 1797 nur mit Mühe entrann – der Verlust seiner Schaluppe Aurora im Krieg war ein Verlust, von dem er sich nie wieder erholte. Nach einem Eigentümerwechsel der Zeitschrift gab Freneau im März 1798 seine Herausgeberschaft auf und beendete so seine publizistische Karriere.
Zunächst zog er mit seiner Familie – aus seiner Ehe gingen vier Töchter hervor – wiederum nach Mount Pleasant. Das Anwesen bewirtschaftete er weiterhin mit Sklaven – ungeachtet seiner frühen und häufigen Äußerungen über die Unrechtmäßigkeit der Sklaverei. Seine Sklaven soll er jedoch schließlich aus freien Stücken in die Freiheit entlassen haben, nachdem New Jersey 1804 ein Gesetz zur allmählichen Abschaffung der Sklaverei angenommen hatte. 1802 erwarb er gemeinsam mit seinem Bruder Pierre eine Brigg, die Washington, und befuhr wiederum für Jahre den Nordatlantik. Europa besuchte er nicht, legte aber auf den Kanaren und Madeira an. Seine Hoffnungen, den traditionellen Madeirahandel seiner Familie fortzuführen, zerschlugen sich aber. Um seine Schulden zu begleichen, musste er über die Jahre immer weitere Grundstücke um sein Anwesen verkaufen; 1818 brannte das Haus überdies ab, so dass er sich auf die kleine Farm seiner verstorbenen Schwiegereltern am Stadtrand von Freehold, New Jersey zurückzog und zusehends verarmte. Seine letzte erhaltene Unterschrift findet sich auf dem Antrag zur Bewilligung einer Veteranenrente von jährlich $ 35. Ihm wurde stattgegeben, doch bevor die erste Zahlung eintraf, erfror Philipp Freneau in der Nacht des 18. Dezember 1832 auf dem Rückweg zu seiner Farm in einem Schneesturm.

## Werk und Rezeption
Bis in das 20. Jahrhundert hinein wurde die Bewertung von Freneaus Werk und Persönlichkeit in der Literaturgeschichtsschreibung von dem ideologischen Zerwürfnis bestimmt, das in der amerikanischen Geistesgeschichte auch lange nach dem Ende der Federalists und Antifederalists fortwirkte. So wurde er von den zahlreichen Autoren, die Washingtons Regierungszeit und -stil zum Maßstab und Ideal der Republik verklärten, vor allem mit Schmähungen bedacht, so etwa von Freneaus Zeitgenossen Timothy Dwight, später von Washington Irving, der Freneau in seiner monumentalen Washington-Biografie als „kläffenden Köter“ Jeffersons bezeichnete. Noch Moses Coit Tyler charakterisierte Freneau vor allem als „Dichter des Hasses, nicht der Liebe“, der in seinen Versen mit „verbissener, schonungsloser, tödlicher Kriegsführung“ für die Revolution gekämpft habe. Einen Versuch, dieses Urteil zu revidieren, unternahm Vernon Louis Parrington, dessen Main Currents in American Thought (1927–30) vom Geiste des Jeffersonschen Egalitarismus geprägt ist:

„In seinem Republikanismus war Freneau den Federalists weit voraus. Er war ein Demokrat, während sie Aristokraten blieben. Er entledigte sich überkommener Vorurteile, Erbe einer obsoleten Vergangenheit, in der sie noch immer gefangen waren. Er erkannte die Bedeutung der Bewegung zur Dezentralisierung, die eine neue Denkart und letztlich demokratischen Individualismus hervorbringen sollte. Er stellte sich dieser Entwicklung nicht in den Weg; er akzeptierte sie in all ihren Folgen. Er befreite sein Denken von der Knechtschaft des Kastenwesens; er war nicht von einem egoistischen Verlangen getrieben, seinen Willen anderen aufzuzwingen. […] Wie Paine misstraute er jeder Form der Machtkonzentration. Wie Franklin hielt er das politische und wirtschaftliche Alltagsgeschäft für absurd, gleichgültig gegenüber der Gerechtigkeit, und er tat, was in seiner Macht stand, um es zu verändern. So wie er für die Sache der Demokratie eintrat, förderte er eine Anzahl geringerer Anliegen: Unitarianismus, Deismus, Abolitionismus, die Amerikanisierung der Erziehung, und brachte so die sozialen, religiösen, politischen und sozialen Konservativen gegen sich auf, die zu dieser Zeit in Amerika florierten. Nichtsdestotrotz ging er seinen Weg durch diese schäbige Welt voll von Politikern und Spekulanten, nährte sich von jedem Schatten Schönheit, den er traf, ein Träumer und ein Idealist, verspottet von den Ausbeutern, ein Geist, der von Höherem berührt wurde als seine Generation.“

Befassten sich diese Kritiker vor allem mit Freneaus Gesinnung, so haben seine literarischen Qualitäten lange kaum oder nur oberflächliche Beachtung erfahren. Seine Revolutions- und Kriegsgedichte, auf denen sein Ruhm zu Lebzeiten beruhte, wurden zwar auch von seinen politischen Gegnern als wirkungsvolle Propaganda anerkannt, literarischer Wert ist ihnen aber oftmals abgesprochen worden. So schrieb etwa Henry Adams, dass die USA in der Zeit der frühen Republik mit ihm zumindest einen Dichter besessen hätten, der „die Zartheit, wenn auch nicht die Größe eines Genies“ an den Tag gelegt habe, aber auch, dass seiner Feder mehr schlechte als gute Verse entflossen seien. Dieser Tenor prägt auch das Urteil der Literaturwissenschaft bis weit in das 20. Jahrhundert; die Standardbiografie Freneaus, Lewis Learys That Rascal Freneau (1942), trägt den vielsagenden Untertitel A Study in Literary Failure („Studie eines literarischen Versagens“). Dieses negative Urteil ist darin begründet, dass ein Großteil von Freneaus Œuvre als Gelegenheitsdichtung den Umständen seiner Entstehung verhaftet ist und zu seinem Verständnis eine gute Kenntnis des zeitgenössischen Kontexts erfordert. Die von „echter“ Dichtung verlangte Zeitlosigkeit und Universalität haben Literaturkritiker seit Leary jedoch einer Handvoll Natur- und Grabgedichte attestiert, die in Ton und Thematik den Dichtern der englischen Empfindsamkeit wie Thomas Gray, Edward Young und Hugh Blair nahestehen und Freneau als Vorläufer der amerikanischen Romantik erscheinen lassen, insbesondere The Vernal Ague, The Indian Burying Ground, The Dying Indian, The Wild Honey Suckle und To a Caty-Did.

### Frühwerk
Schon in seinen Studienjahren war Freneau ein sehr produktiver Dichter: Er schloss sich mit Madison, Brackenridge und anderen in der studentischen Whig Society zusammen, entgegen ihrem Namen weniger ein politischer als ein literarischer Club. Besonders im Semester 1770 bis 1771 führten seine Mitglieder einen regen Federkrieg mit der anderen studentischen Verbindung auf dem Campus, der Cliosophic Society. Ein bemerkenswertes Produkt dieser Fehde war das von Freneau und Brackenridge gemeinsam verfasste pikareske Prosastück Father Bombo’s Pilgrimage to Mecca. Es ist eines der frühesten fiktionalen Prosawerke, das in den Kolonien geschrieben wurde, mindestens ein Kritiker hat in Father Bombo sogar den ersten amerikanischen Roman erkennen wollen – üblicherweise wird dieser „Titel“ William Hill Browns The Power of Sympathy (1789) zugesprochen.
Eine weitere vielbeachtete Gemeinschaftsarbeit ist The Rising Glory of America, ein langes dramatisches Gedicht in Blankversen, in dem die strahlende Zukunft Amerikas durch Entwicklung von Landwirtschaft und Handel zum einen, territoriale Expansion zum anderen ausgemalt wird und das damit in der schon zu Freneaus Lebzeiten langen Tradition millenaristischer Vorstellungen steht, in denen Amerika als gelobtes Land erscheint, dem in der Heilsgeschichte eine besondere Rolle zukommt:
A Canaan here,

Another Canaan shall excel the old,

And from a fairer Pisgah’s top be seen.

No thistle here, nor thorn, nor briar shall spring,

Earth’s curse before: The lion and the lamb,

In mutual friendship link’d, shall browse the shrub,
[…]
Such days the world,

And such, AMERICA, thou first shalt have,

When ages, yet to come, have run their round,

And future years of bliss alone remain.
Kenneth Silverman hat dieses auf die Puritaner Neuenglands zurückgehende und in der Revolutionszeit in einem weniger religiösen Gewand wieder verstärkt auftretende Motiv der amerikanischen Literatur sogar nach Freneaus Gedicht als Rising Glory-Motiv benannt – es findet sich etwa in John Trumbulls Prospect of the Future Glory of America oder Timothy Dwights America (1770). In der ersten Fassung von 1772 ist das Gedicht von Freneau und Brackenridge allerdings noch keine Prophezeiung der Prachtentfaltung der Republik – noch wird der neue Kontinent hier von „Britannias Söhnen“ entdeckt und unterworfen (Britain’s sons shall spread/Dominion to the north and south and west/Far from th'Atlantic to Pacific shores). Insbesondere im Vergleich zu den unlauteren Motiven der papistischen, hochmütigen und grausamen Spanier (eine klassische Formulierung der „Schwarzen Legende“) und Franzosen (Gallia’s hostile sons) erscheint die britische Kolonisation Amerikas in The Rising Glory als von den Kräften der Vernunft und des Fortschritts getragenes Zivilisationsprojekt zum Frommen der gesamten Welt:
Better these northern realms deserve our song,

Discover’d by Britannia for her sons;

Undeluged with seas of Indian blood,

Which cruel Spain on southern regions spilt;

To gain by terrors what he gen’rous breast

Wins by fair treaty, conquers without blood.
Erst in dem 1786 erschienenen Band The Poems of Philip Freneau findet sich die heute zumeist anthologisierte Version, in der sämtliche wohlwollenden Verweise auf das Mutterland getilgt worden sind und die Rolle des Heilsbringers in einer neuerlichen translatio imperii auf die nunmehr unabhängige amerikanische Nation übergegangen ist. Bemerkenswert sind in diesem Zusammenhang die Strategien, die Freneaus Gedicht bemüht, um die Unterwerfung der indianischen Ureinwohner zu rechtfertigen. Hatte er die Unterwerfung der süd- und mittelamerikanischen Indianer durch die habgierigen Spanier beklagt, weil diese – als angebliche Nachkommen der Karthager – selbst eine Hochkultur erschaffen hatten, so hatten sich die Indianer Nordamerikas kaum auf ein entsprechendes Zivilisationsniveau erheben können:
But here, amid this northern dark domain

No towns were seen to rise.

No arts were here;

The tribes unskill’d to raise the lofty mast,

Or force the daring prow thro' adverse waves,

Gaz’d on the pregnant soil,

and crav’d alone Life from the unaided genius of the ground,

This indicates they were a different race;

From whom descended ’tis not ours to say.
Ein Jahr nach seinem Studienabschluss veröffentlichte Freneaus seinen ersten Gedichtband. Das Titelgedicht Gedicht The American Village ist eine amerikanische Antwort auf Oliver Goldsmiths The Deserted Village, im Aufbau an Popes Windsor Forest angelehnt, im Schauplatz aber an die Ufer des Hudson River verlegt. Auch hier zeigt sich in der Gegenüberstellung der verfallenden Dörfer Europas und der jungen, aufstrebenden Siedlungen der Neuen Welt deutlich die Vorstellung vom westwärts fortschreitenden Gang der Geschichte. Diese Verklärung eines ländlichen amerikanischen Idylls zum Paradies auf Erden (a place of ev’ry joy and ev’ry bliss) stellt auch ein frühes Exemplar des Pastoralismus dar, der häufig als die gesamte amerikanische Literaturgeschichte durchdringender Mythos beschrieben worden ist, insbesondere mit Verweis auf Jeffersons „agrarianistische“ Idealvorstellung eines Staates freier Bauern. Besonders deutlich zeigt sich diese Vorstellung in Freneaus Werk im 1815 veröffentlichten Epistle to the Patriotic Farmer, in es heißt, dass es der amerikanische Bauer war, der „zuerst mit seinem Speer auf Georges Krone zielte“ (who first aimed a shaft at George’s crown,/ And marked the way to conquest and renown).

### Revolutions- und Kriegsdichtung, Zeitungsverse
Mit der Eskalation der Spannungen zwischen den amerikanischen Kolonisten und dem englischen Mutterland nahm diese zuvor mythisch formulierte Heimatliebe einen konkret politischen Ausdruck an. Schon das früheste der langen Reihe von explizit politischen Gedichten im Werk Freneaus, The New Liberty Pole, entstanden Anfang 1775, legitimiert einen bewaffneten Aufstand gegen die Despotie der Kolonialherren:
Though we respect the Powers that be,

And hold him an non-entity,

Who would not stir in our good cause

And rise to spurn despotic wars.
Mit dem Ausbruch des Unabhängigkeitskrieges stellte sich Freneau dann vollends auf die Seite der Separatisten und Republikaner; so beginnt etwa seine „politische Litanei“ (A Political Litany, 1775) mit den Worten
Libera nos, Domine—Deliver us, O Lord,

Not only from British dependence, but also,

From a junto that labor for absolute power,
Den weiteren Verlauf des Krieges begleitete Freneau mit Gelegenheitsgedichten zu Schlachten und politischen Ereignissen, so 1775 mit einer ganzen Reihe von Satire-Gedichten, in denen er den britischen General Thomas Gage lächerlich macht (General Gage’s Soliloquy; Reflections on Gage’s Letter to Gen. Washington’s Letter of Aug. 13; General Gage’s Confession u. a.). Unterbrochen wurde diese Serie jedoch durch Freneaus Auszeit auf den westindischen Inseln – die zu dieser Zeit entstandenen Werke, darunter eskapistische Träumereien wie The Beauties of Santa Cruz, können allenfalls als Ausdruck von Freneaus Kriegsverdruss mit dem Zeitgeschehen in Verbindung gebracht werden. Nach seiner Rückkehr nach New Jersey 1778 stellte er seine Lyrik jedoch mit unverminderter Begeisterung in den Dienst der Revolution. Bis zum Friedensschluss 1783 kommentierte er den Verlauf des Krieges in Gedichten wie On the Fall of General Earl Cornwallis, On THE MEMORABLE VICTORY, Obtained by the gallant Captain Paul Jones und Verses Occasioned by General Washington’s arrival in Philadelphia, on his way to his seat in Virginia und schrieb 1782 auch sein einziges Dramawerk (The Spy) über den Verrat Benedict Arnolds, das jedoch unvollendet blieb.
Besondere Wirkung als Revolutionspropaganda entfaltete The British Prison Ship, Freneaus poetisches Zeugnis seiner Zeit in britischer Gefangenschaft. Dieses Gedicht ist in drei Abschnitte aufgeteilt; der erste schildert den Vorfall, in dem Freneaus Schiff aufgebracht und die Mannschaft festgesetzt wurde, der zweite die dreiwöchige Gefangenschaft an Bord der Scipio, der dritte dann Freneaus Zeit auf dem Hospitalschiff. Durchgängig finden sich stark antibritische Töne, die Briten – und ihre hessischen Söldner – werden wiederholt als Rohlinge, Monster und Teufel geschmäht. Seine Wirkung entfaltet das Gedicht besonders durch die Aufzählung der Entbehrungen und Gräueltaten, denen die Gefangenen ausgesetzt sind, zu Hunderten ohne Licht zusammengepfercht, jeden Morgen gezwungen, ihre in der Nacht verstorbenen Mithäftlinge im Sand zu verscharren:
But such a train of endless woes abound

So many mischiefs in these hulks are found

That on them all a poem to prolong

Would swell too high the horrors of our song.

Hunger and thirst to work our woe combine,

And mouldy bread, and flesh of rotten swine;

The mangled carcase and the battered brain;

The doctor’s poison, and the captain’s cane;

The soldier’s musquet, and the steward’s debt:

The evening shackle, and the noonday threat.
Seine Landsleute ruft Freneau zu den Waffen, um die Kriegsgräuel zu rächen und die Briten aus dem Land zu treiben:
Americans! a just resentment shew,

And glut revenge on this detested foe;

While the warm blood exults the glowing vein

Still shall resentment in your bosoms reign,
[…]
Death has no charms, except in British eyes,

See, arm’d for death, the infernal miscreants rise,

See how they pant to stain the world with gore,

And millions murder’d, still would murder more;

This selfish race, from all the world disjoin'd,

Perpetual discord spread throughout mankind,

Aim to extend their empire o’er the ball,

Subject, destroy, absorb, and conquer all,

As if the power that form’d us did condemn

All other nations to be slaves to them —

Rouse from your sleep, and crush the thievish band,

Defeat, destroy, and sweep them from the land
Auch nach dem Friedensschluss von 1783 nahm Freneaus Produktivität nicht ab, zumal er nun als Herausgeber seiner Zeitungen und Almanache fast unbeschränkte Möglichkeiten zur Publikation hatte. Er lieferte sich Federkriege zunächst mit der Tory-Presse, insbesondere mit dem Drucker James Rivington, in den 1790ern dann mit der föderalistischen Presse und kommentierte die Innen- wie die Außenpolitik (On the Death of Catherine II; On the Prospect of a Revolution in France). In der unüberschaubaren Zahl seiner Zeitungs- und Almanachverse finden sich aber auch Reime über die Vorzüge des Tabakrauchens (The Virtue of Tobacco), Ermahnungen an die Damenwelt, regelmäßig zum Zahnarzt zu gehen (Advice to the Ladies not to neglect the Dentist), über die Tierwelt (Adress to a Learned Pig; On Finding A Terrapin in the Woods, Which had A.D. 1756 Marked on the Back of his Shell), Gedichte über seinen Hund (To the Dog Sancho, on his being Wounded in the Head with a Sabre, in a midnight Assault and Robbery, near the Neversink Hills, 1778), Elegien (On The Death Of Dr. Benjamin Franklin), Gedichte gegen das Fällen von Bäumen in den Straßen New Yorks (LINES, Occasioned by a Law passed by the Corporation of New-York, early in 1790, for cutting down the trees in the streets of that city), gegen die Sklaverei (To Sir Toby) und gegen die Verdrängung und Entrechtung der Indianer (On the Civilization of the West Aboriginal Country). Geben diese Gedichte in ihrer Gesamtheit ein interessantes Sittenbild der Zeit ab, so brachten sie Freneau doch den bis heute nachwirkenden Vorwurf ein, ein bloßer „Vielschreiber“ zu sein.

### Naturgedichte
Schon einige frühe Gedichte Freneaus enthalten Naturbeschreibungen, doch ist die Natur hier allenfalls Schauplatz menschlichen Treibens, nicht aber Gegenstand der Dichtung. Das „kosmische Rätsel“ vom Werden, Sein und Sterben bestimmte sein Werk von Anfang an, doch nach seinen Erfahrungen auf dem britischen Gefängnisschiff verfinsterte sich seine zuvor noch von jugendlicher Zuversicht und Fortschrittsglauben geprägte Weltsicht und wich einer „Grübelei über die Kürze des Lebens und die Gewissheit des Todes“. Dieser Tenor – Freneaus master thought, wie ihn Harry Hayden Clark bezeichnete – prägt insbesondere die Gedichte, die zwischen 1784 und 1790 entstanden, als Freneau die Pressescharmützel in Philadelphia hinter sich gelassen hatte und als Schiffskapitän den Atlantik befuhr. Die in dieser Zeit entstandenen Meeres- und Seefahrtsgedichte sieht Richard Vitzthum als zentral für Freneaus Werk an: in ihnen werde in zuvor nicht erreichter Eindringlichkeit die Unergründlichkeit der See, mithin der Natur verdeutlicht. Freneaus erlebte die See nicht nur als Sinnbild, sondern als konkrete Bedrohung. 1784 geriet er mit seinem Schiff vor Jamaica in einen Hurrikan und verarbeitete diese lebensbedrohliche Erfahrung in einem Gedicht, Verses, Made at Sea, in a Heavy Gale, heute häufig unter dem griffigeren Titel The Hurricane gedruckt. Es schließt mit zwei Strophen, die von der unmittelbaren Situation der dem Sturm ausgelieferten Seemänner zu einer metaphysischen Reflexion über den Tod überleiten:
While o’er the dark abyss we roam,

Perhaps, whate’er the pilots say,

We saw the Sun descend in gloom,

No more to see his rising ray,

    But bury’d low, by far too deep,

    On coral beds, unpitied, sleep!

But what a strange, uncoasted strand

Is that, where death permits no day-

No charts have we to mark that land,

No compass to direct that way-

    What pilot shall explore that realm,

    What new Columbus take the helm.
Auch in Freneaus heute wohl am häufigsten anthologisierten Gedicht, The Wild Honey Suckle, führt die Beobachtung eines natürlichen Phänomens – der im Wald verborgenen Blüte einer Heckenkirsche – zu einem ähnlich melancholischen, wenn nicht nihilistischen Gedanken:
From morning suns and evening dews

At first thy little being came:

If nothing once, you nothing lose,

For when you die you are the same;

    The space between, is but an hour,

    The frail duration of a flower.
Es ist naheliegend, die Blume als Sinnbild für die menschliche Existenz zu lesen – wie sie im Herbstfrost vergehen und schließlich verschwinden wird, so ist auch unser Leben kurz, vergänglich, letztlich folgenlos und nichtig. Abgesehen von diesem einfachen Gleichnis drückt das Gedicht aber vor allem die Unfähigkeit des Dichters oder überhaupt die Unmöglichkeit aus, das Wesen der Natur zu fassen: die Blume, so Vitzthum, „existiert in einer nicht menschlichen, nicht fühlenden, nicht wissenden Sphäre, in der Dinge kommen und gehen, ohne Bedeutung. Überall ist es die Kluft zwischen der Besorgnis des Dichters um die Blume und der Gleichgültigkeit der Blume gegenüber dem Dichter, die das Gedicht betont.“ Die vermeintlichen „Botschaften“ der Natur behandelt auch The Caty-Did, eine Ode an die lautmalerisch nach dem Klang ihres Zirpens benannte amerikanische Laubheuschrecke:
    While upon a leaf you tread,

Or repose your little head,

On your sheet of shadows laid,

All the day you nothing said:

Half the night your cheery tongue

Revell’d out its little song,

Nothing else but Caty-did.

    From your lodgings on the leaf

Did you utter joy or grief—?

Did you only mean to say,

I have had my summer’s day,

And am passing, soon, away

To the grave of Caty-did:—

    Poor, unhappy Caty-did!
Wie die Blüte im Wald muss jedoch auch die Heuschrecke mit dem Kommen und Gehen der Jahreszeiten alsbald von dieser Welt scheiden, in ein ungewisses Jenseits:
Nature, when she form’d you, said,

„Independent you are made,

My dear little Caty-did:

Soon yourself must disappear

With the verdure of the year,

And to go, we know not where,

With your song of Caty-did.“
Das Beharren auf der „Unlesbarkeit“ der Natur lässt Freneaus Naturanschauung derjenigen der „dunklen“ amerikanischen Romantiker wie Herman Melville verwandt erscheinen; insbesondere nimmt The Caty-Did in seiner Metaphorik Frederick Goddard Tuckermans The Cricket (um 1860) vorweg, das ebenfalls in der Anschauung einer Heuschrecke diesen grundlegenden erkenntnistheoretischen Zweifel poetisiert. Nach Ansicht seines Biografen Lewis Leary, der an anderer Stelle bemerkte, Freneau sei an fast „allem gescheitert, was er versuchte,“ ist The Caty-Did das Gedicht, das Freneaus Titel als Dichter rechtfertige. Als Dichter wollte Freneau der Nachwelt wohl in Erinnerung bleiben (seine Prosawerke aus Zeitungsbeiträgen ließ er mit wenigen Ausnahmen kaum nachdrucken), auch wenn er diese Berufung im Alter mit charakteristischer Ironie beklagte: To write was my sad destiny / The worst of trades, we all agree.

### Werke
Veröffentlichungen zu Lebzeiten

Ein großer Teil von Freneaus Gedichten wie seiner Prosawerke und politischen Arbeiten erschien zuerst in verschiedenen amerikanischen Zeitschriften, manche Gedichte wurden auch auf Flugblättern gedruckt. Als Einzeldrucke (Bände und Flugblätter) erschienen folgende Gedichtbände:
- A Poem, on the Rising Glory of America. Joseph Crukshank, Philadelphia 1772.
- The American Village, a Poem. S. Insley & A. Carr, New York 1772.
- The British Prison-Ship: A Poem. Francis Bailey, Philadelphia 1781.
- The Poems of Philip Freneau Francis Bailey, Philadelphia 1786.
- A Journey from Philadelphia to New-York. Francis Bailey, Philadelphia 1787.
- The Miscellaneous Works of Mr. Philip Freneau. Francis Bailey, Philadelphia 1788.
- Poems Written between the Years 1768 & 1794. Philip Freneau, Monmouth 1795. archive.org
- Letters on various interesting and important Subjects. D. Hogan, Philadelphia 1799.
- Poems written and published during the American Revolutionary War. 2 Bände. Lydia R. Bailey, Philadelphia 1809
- A Collection of Poems, on American Affairs. 2 Bände. David Longworth, New York 1815.

Moderne Werkausgaben
- Fred Lewis Pattee (Hrsg.): The Poems of Philip Freneau. 3 Bände. Princeton University Press, Princeton, NJ 1902–1907.
  - Digitalisat beim Internet Archive: Band 1; Band 2; Band 3
- Harry Hayden Clark (Hrsg.): Poems of Freneau. Harcourt Brace, New York 1929.
- Charles F. Heartman: Unpublished Freneauana. New York 1918.
- Lewis Leary (Hrsg.): The Last Poems of Philip Freneau. Rutgers University Press, New Brunswick, NJ 1945.
- Philip M. Marsh (Hrsg.): The Prose Works of Philip Freneau. Scarecrow Press, New Brunswick, NJ 1955.
- Judith A. Hiltner: The Newspaper Verse of Philip Freneau: An Edition and Bibliographical Survey. Whitston, Troy 1986.

### Sekundärliteratur
- Nelson F. Adkins: Philip Freneau and the Cosmic Enigma: The Religious and Philosophical Speculations of an American Poet. New York University Press, New York 1949.
- Robert D. Arner: Neoclassicism and Romanticism: A Reading of Freneau’s „The Wild Honey Suckle“. In: Early American Literature 9:1, 1974.
- Mary S. Austin: Philip Freneau, the Poet of the Revolution: A History of his Life and Times. A. Wessels, New York 1901. archive.org
- Jacob Axelrad: Philip Freneau: Champion of Democracy. University of Texas Press, Austin 1967.
- Mary Weatherspoon Bowden: Philip Freneau. Twayne, Boston 1976. [Twayne’s United States Authors Series 260]
- Harry Hayden Clark: The Literary Influences Of Philip Freneau. In: Studies in Philology 22, 1925.
- Harry Hayden Clark: What Made Freneau the Father of American Poetry. In: Studies in Philology 26, 1929.
- Samuel E. Forman: The Political Activities of Philip Freneau. Johns Hopkins University Press, Baltimore 1902. archive.org
- Lewis Leary: That Rascal Freneau: A Study in Literary Failure. Rutgers University Press, Brunswick, NJ 1941.
- Lewis Leary: Philip Freneau. In: Everett Emerson (Hrsg.): Major Writers of Early American Literature. University of Wisconsin Press, Madison 1972.
- Philip Merrill Marsh: Jefferson and Freneau. In: American Scholar 16, 1947.
- Philip Merrill Marsh: The Works of Philip Freneau: A Critical Study. Scarecrow Press, Metuchen, N.J. 1968.
- Paul Elmer More: Philip Freneau. In: Nation 85, 10. Oktober 1903.
- Richard C. Vitzthum: Land and Sea: The Lyric Poetry of Philip Freneau. University of Minnesota Press, Minneapolis 1978.
- Eric Wertheimer: Commencement Ceremonies: History and Identity in ‘The Rising Glory of America,’ 1771 and 1786. In: Early American Literature 29:4, 1994, S. 35–58.